# 礼山站
禮山站（：／ Yesan yeok */?）是位于韩国忠清南道禮山郡禮山邑的一个车站，属于长项线。

## 历史
- 1922年6月15日 - 落成使用。

## 相鄰車站
韓國鐵道公社
長項線
新禮院－禮山－插橋